# Atopotorna ptychoptila
Atopotorna ptychoptila är en fjärilsart som beskrevs av Edward Meyrick 1932. Atopotorna ptychoptila ingår i släktet Atopotorna och familjen praktmalar, Oecophoridae. Inga underarter finns listade i Catalogue of Life.